# Розовий Віктор Ігорович

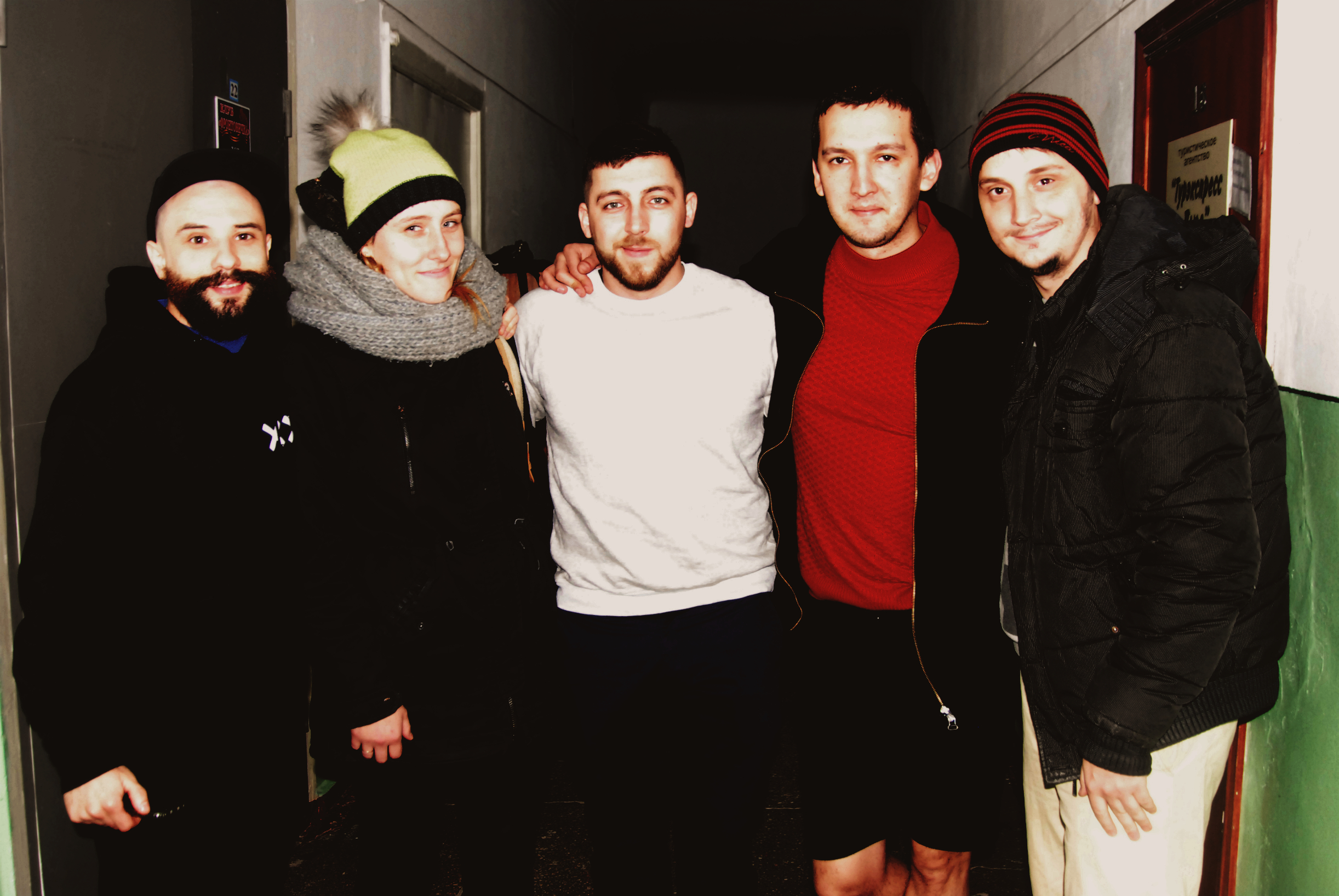
«Загорецька Людмила Степанівна» у Мелітополі (2018), Віктор Розовий — перший зліва.

Ві́ктор І́горович Ро́зовий (9 жовтня 1989, Львів) — український комік, учасник команди «Загорецька Людмила Степанівна». Учасник проєкту «Ігри приколів» на телеканалі 1+1. З початку повномасштабного вторгнення РФ в Україну — військовослужбовець 3-ї окремої штурмової бригади ЗСУ.

## Біографія
Спочатку[коли?] Віктор грав за збірну «Львівської Політехніки», після її розпаду представляв команду «Метр сімдесят». Пізніше разом зі Святославом Антіповим створив гумористичну команду «Загорецька Людмила Степанівна». У 2017 році разом з молдовською командою «Стоянівка» стали переможцями третього сезону «Ліги сміху», а у 2018 році на фестивалі в Одесі стали володарями літнього кубка «Ліги сміху»[джерело?].
Також разом зі Святославом Антіповим веде канал на YouTube — «Kurva matj». Головна тематика каналу — це контрабандистські пісні з нецензурною лексикою та гумористичним підтекстом.
В кінці лютого 2022 року після повномасштабного російського вторгнення в Україну, записався добровольцем у полк ССО «Азов» (пізніше 3-тя окрема штурмова бригада ЗСУ) і висвітлює події, які відбуваються на фронті, на офіційному Youtube-каналі 3 ОШБр.
Через деякий час проходив навчання на снайпера і став снайпером в складі 3 ОШБр .
8 березня 2024 одружився 
21 березня 2024 року під час мінометного обстрілу в селі Орлівка поблизу Авдіївки на передовій міна 120 мм уламками пробила йому шолом, пошкодила праву та частково ліву півкулі мозку . Отримав важке уламкове поранення голови. Був прооперований лікарем Андрієм Сірком в лікарні Мечникова в Дніпрі, уламок був видалений .  Пробув довгий час у комі, в якій боровся за життя . Станом на квітень 2024 проходив лікування та реабілітацію .
Внаслідок травми Розовий втратив відчуття смаку та запаху. 
У жовтні 2024 року став редактором гумористичного шоу «Ліга сміху. Волонтерський десант», яке стало для Віктора не просто роботою, а й частиною реабілітації . 
В квітні 2025 зробив перші кроки самостійно . В інтерв`ю повідомив, що втратив 30% мозку . 

## Фільмографія
- Ліга сміху (учасник та ведучий)
- Ігри приколів (актор, автор)
- Скажене весілля (житель села)
- Зірконавти (капітан космічного корабля)
- Країна У 2.0 (актор)

## Родина
- Дружина Ольга Розова[3]. Через рік після одруження пара розлучилася [10]
- Дід був старшиною Радянської армії [11]